# Tarzan
Tarzan (John Clayton II, Viscount Greystoke - Tử Tước Greystoke) tiếng Việt đọc là Tặc giăng là một nhân vật hư cấu, nguyên mẫu là đứa trẻ hoang dã được nuôi dưỡng trong rừng rậm châu Phi bởi loài vượn lớn Magani; Sau đó, anh trải nghiệm nền văn minh loài người rồi từ chối nó và trở về với thiên nhiên như một nhà thám hiểm anh hùng. Nhân vật này đã được miêu tả rất rõ ràng và chi tiết như trong tiểu thuyết gốc, và là một quý tộc hoang dã với kỹ năng ngôn ngữ hạn chế như trong các bộ phim có Johnny Weissmuller tham gia.
Được tạo bởi Edgar Rice Burroughs, Tarzan lần đầu tiên xuất hiện trong tiểu thuyết Tarzan of the Apes (xuất bản tạp chí 1912, xuất bản sách năm 1914), và sau đó trong 25 phần tiếp theo, một số cuốn sách được ủy quyền của các tác giả khác và vô số tác phẩm trên các phương tiện khác, cả được ủy quyền và không uỷ quyền.

## Tiểu sử nhân vật
Tarzan là con trai của một lãnh chúa quý tộc và quý bà người Anh, những người đã bị bỏ lại ở bờ biển Angola. Khi Tarzan còn là một đứa trẻ sơ sinh, mẹ anh qua đời và cha anh bị Kerchak, thủ lĩnh của bộ tộc khỉ đột, giết chết và nhận nuôi Tarzan.
Không lâu sau cái chết của cha mẹ, Tarzan trở thành một đứa trẻ hoang dã và bộ tộc vượn của anh được gọi là Mangani, Khỉ đột lớn của một loài chưa được khoa học biết đến. Kala là con vượn cái đã trở thành mẹ nuôi của Tarzan.Tác giả Burroughs thêm những chuyện xảy ra trong thời niên thiếu của Tarzan trong cuốn sách Tarzan thứ sáu của mình Jungle Tales of Tarzan.

### Tên
"Tarzan" là một cái tên theo bộ tộc khỉ đột; tên khai sinh là John Clayton, Tử tước Greystoke (theo cuốn Tarzan, Lord of the Jungle; Earl thuộc Greystoke sau này, các nguồn ít kinh điển hơn, đáng chú ý là bộ phim điện ảnh năm 1984 là Greystoke - The Legend of Tarzan, Lord of the Apes). Trên thực tế, lời dẫn chuyện của Burroughs trong Tarzan of the Apes mô tả cả Clayton và Greystoke là những cái tên hư cấu, ngụ ý rằng, trong thế giới hư cấu mà Tarzan sinh sống, anh ta có thể có một tên thật khác.
Burroughs đã xem xét các tên khác cho nhân vật, bao gồm "Zantar" và "Tublat Zan", trước khi anh ấy quyết định "Tarzan". Mặc dù bản quyền của Tarzan of the Apes đã hết hạn ở Hoa Kỳ và các quốc gia khác, Edgar Rice Burroughs, Inc. tuyên bố cái tên "Tarzan" đã được đăng ký thương hiệu.

### Jane Porter

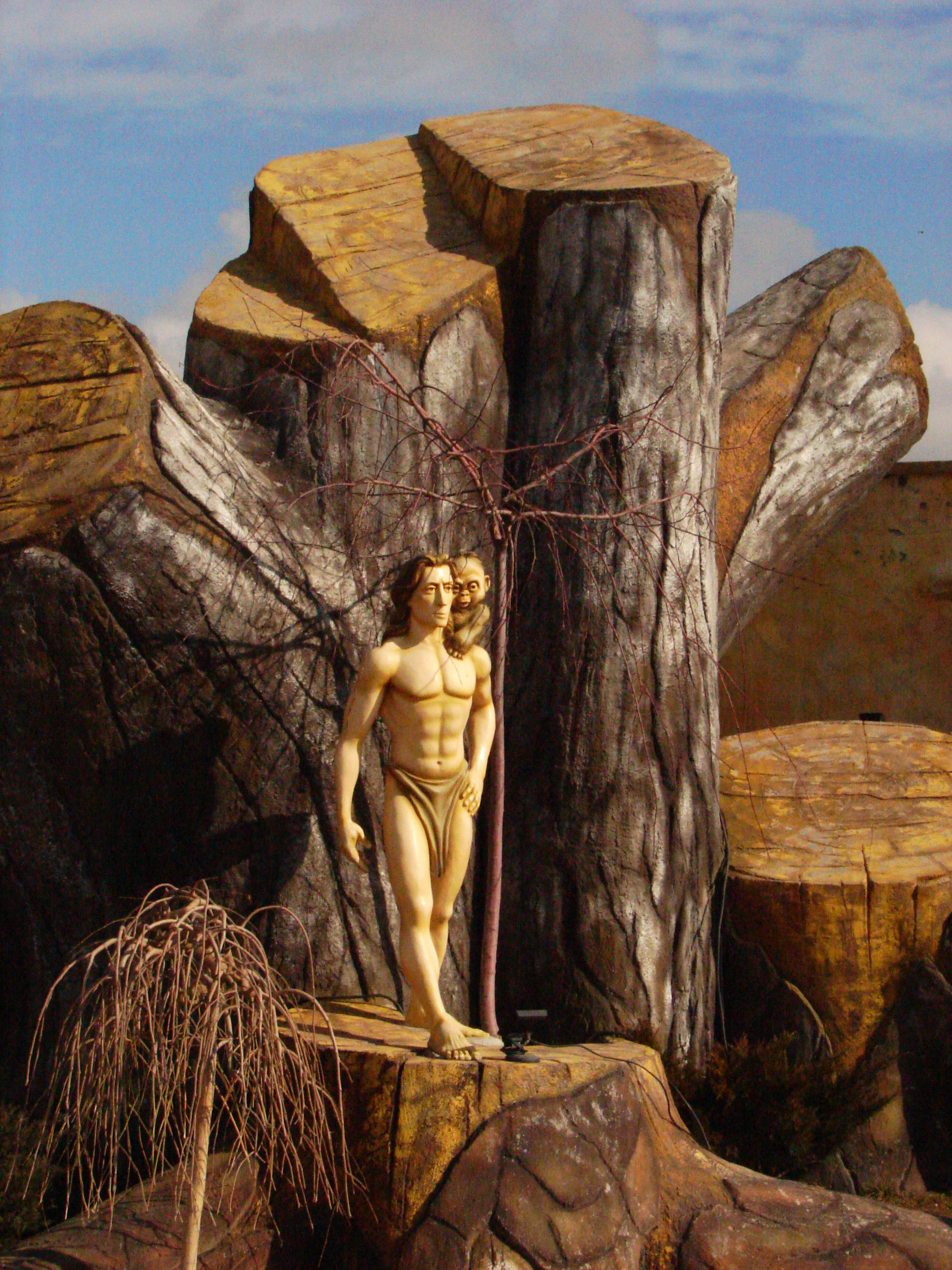
Tượng Tarzan trưng bày ở công viên giải trí Ankara

Khi trưởng thành là một thiếu niên 18 tuổi, Tarzan gặp thiếu nữ người Mỹ là Jane Porter. Cô, cha cô và những người khác trong nhóm của họ đã bị bỏ lại ở khu vực rừng rậm ven biển đúng nơi cha mẹ ruột của Tarzan đã đặt chân hai mươi năm trước. Khi Jane trở về Hoa Kỳ, Tarzan rời khỏi khu rừng để tìm kiếm cô, tình yêu đích thực của anh. Trong cuốn The Return of Tarzan, Tarzan và Jane kết hôn. Trong những cuốn sách sau này, anh sống với cô một thời gian ở Anh. Họ có một con trai là Jack, lấy tên theo nhân vật Korak ("The Killer"). Tarzan khinh thường những gì anh coi là thứ đạo đức giả của nền văn minh, anh và Jane trở về châu Phi, biến ngôi nhà của họ trên một điền trang rộng lớn trở thành căn cứ cho những cuộc phiêu lưu sau này của Tarzan.
Theo tiết lộ trong cuốn Tarzan's Quest, Tark, Jane, người bạn khỉ của Tarzan là Nkima, và các đồng minh của họ đã thu được một số viên thuốc của Kavuru, đem lại sự bất tử cho người mua.

### Khả năng thể chất
Sự giáo dục trong rừng của Tarzan mang lại cho anh những khả năng vượt xa những người bình thường. Chúng bao gồm leo trèo, bám và nhảy như bất kỳ loài khỉ đột nào. Anh có thể sử dụng cành cây, đu từ cây này sang cây khác để di chuyển với tốc độ cao và có thể sử dụng chân như tay (anh thích đi chân trần hơn vì dựa vào sự linh hoạt của chân trần), một kỹ năng có được từ loài vượn người .
Sức mạnh, tốc độ, sức chịu đựng, sự nhanh nhẹn, phản xạ và kỹ năng bơi lội của anh ấy thật phi thường; anh ta đã đấu vật không chỉ với những con vượn trưởng thành, mà còn cả khỉ đột, sư tử, tê giác, cá sấu, trăn, báo, cá mập, hổ, cá ngựa khổng lồ, và thậm chí cả khủng long (khi anh đến Pellucidar). Tarzan là một người theo dõi lão luyện, sử dụng thính giác đặc biệt và khứu giác nhạy bén để theo dõi con mồi hoặc tránh những kẻ săn mồi.

## Tarzan trong phương tiện truyền thông

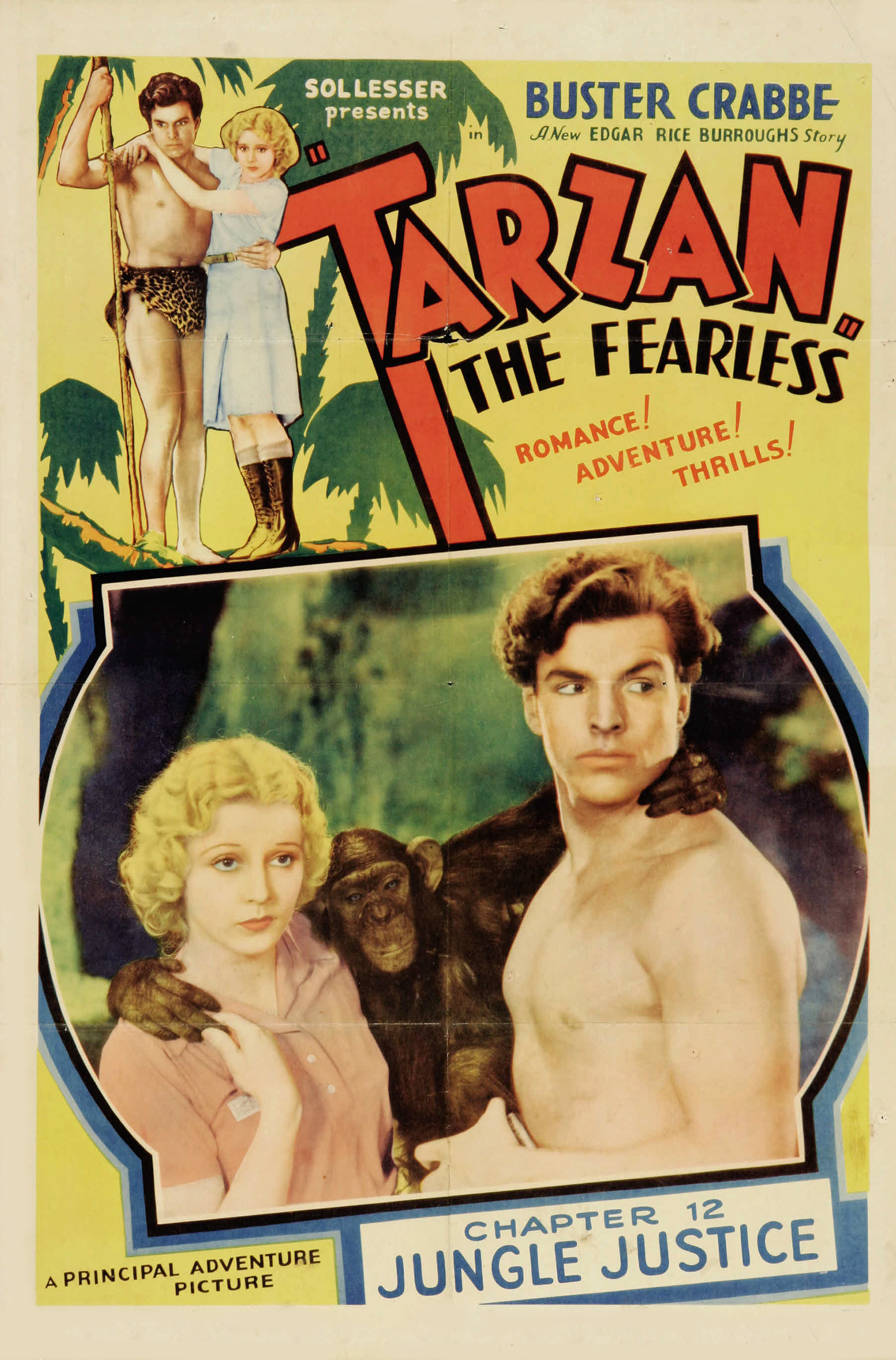
Buster Crabbe vai Tarzan trong loạt phim Tarzan the Fearless

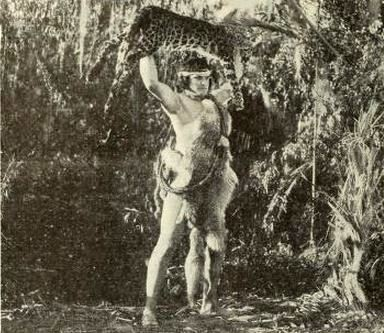
Sự nhanh nhẹn, tốc độ và sức mạnh của Tarzan cho phép anh ta giết một con báo trong The Adventures of Tarzan năm 1921.

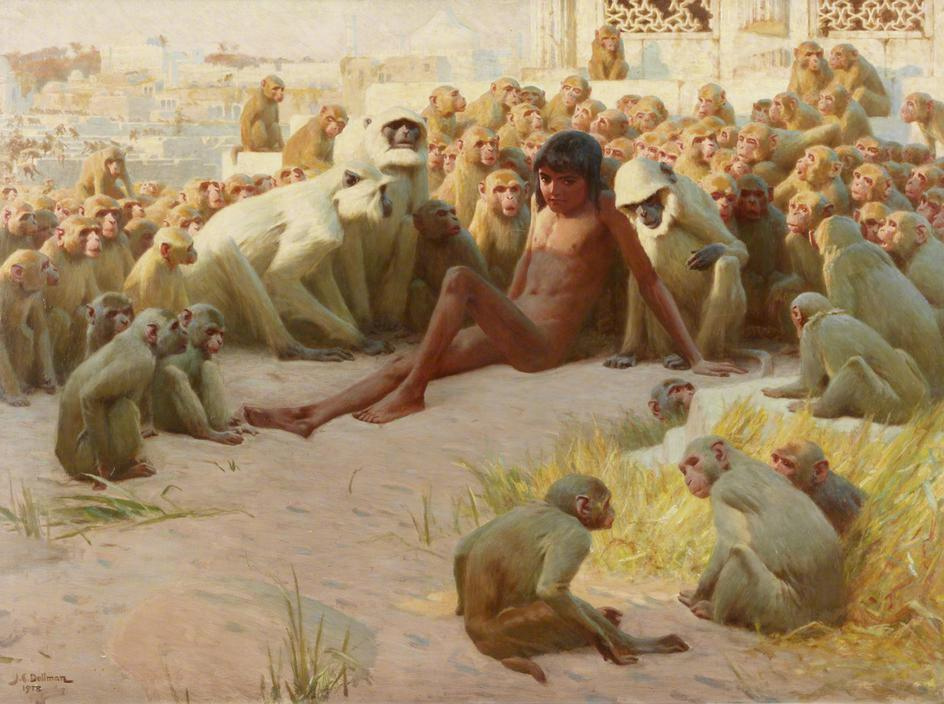
Mowgli của Rudyard Kipling có khả năng lấy cảm hứng từ Tarzan, bao gồm cả sự giao tiếp dễ dàng của cậu với các loài linh trưởng không phải con người

### Phim
Những bộ phim Tarzan đầu tiên là phim câm được chuyển thể từ tiểu thuyết Tarzan gốc, xuất hiện trong vòng vài năm sau khi nhân vật được tạo ra. Diễn viên đầu tiên đóng vai Tarzan trưởng thành là Elmo Lincoln trong phim Tarzan of the Apes năm 1918. Với sự ra đời của phim có âm thanh, loạt phim Tarzan nổi tiếng đã được phát triển, kéo dài từ thập niên 1930 đến những năm 1960. Bắt đầu với Tarzan the Ape Man năm 1932 qua mười hai bộ phim cho đến năm 1948, loạt gắn liền với cựuVận động viên bơi lội Olympic Johnny Weissmuller đóng vai chính. Các bộ phim Tarzan từ thập niên 1930 thường có thêm bạn đồng hành của Tarzan là tinh tinh Cheeta, vợ anh ấy làJane (thường không có họ) và một người con nuôi, thường được biết đến chỉ với tư cách là "Cậu bé." Tuy nhiên, các sản phẩm của Sy Weintraub từ năm 1959 trở đi đã loại bỏ nhân vật Jane và miêu tả Tarzan như một nhà phiêu lưu đơn độc. Các bộ phim về Tarzan sau này thỉnh thoảng có phần hơi lập dị.

### Đài phát thanh
Tarzan là người hùng của hai chương trình phát thanh nổi tiếng ở Hoa Kỳ. Phần đầu tiên được phát sóng từ năm 1932 đến năm 1936 với James Pierce trong vai Tarzan. Lần thứ hai diễn ra từ năm 1951 đến năm 1953 với Lamont Johnson trong vai chính.
Bộ sách Tarzan sau đó đã được hiện đại hóa và nhại lại trong một chương trình podcast theo phong cách radio thời đại hoàng kim năm 2021 được ủy quyền mang tên The Adventures of Tarzan, do đoàn hài kịch Freshly Squeezed Pulp của Đại học Duke sản xuất.

### Truyền hình
Truyền hình sau đó nổi lên như một phương tiện chính đưa nhân vật đến với công chúng. Từ giữa thập niên 1950, tất cả các bộ phim Tarzan có âm thanh còn tồn tại đều trở thành chủ lực của kênh truyền hình sáng thứ bảy, nhắm đến khán giả trẻ và thanh thiếu niên. Năm 1958, bộ phim về Tarzan của Gordon Scott đã quay ba tập cho một loạt phim truyền hình triển vọng. Chương trình không bán, nhưng một live action khác Tarzan do Sy Weintraub sản xuất với Ron Ely đóng vai chính đã phát sóng trên NBC từ năm 1966 đến năm 1968. Mô tả Tarzan là một cử nhân được giáo dục tốt, anh chán nền văn minh đô thị và một lần nữa lại ở khu rừng rậm Châu Phi quê hương của anh.

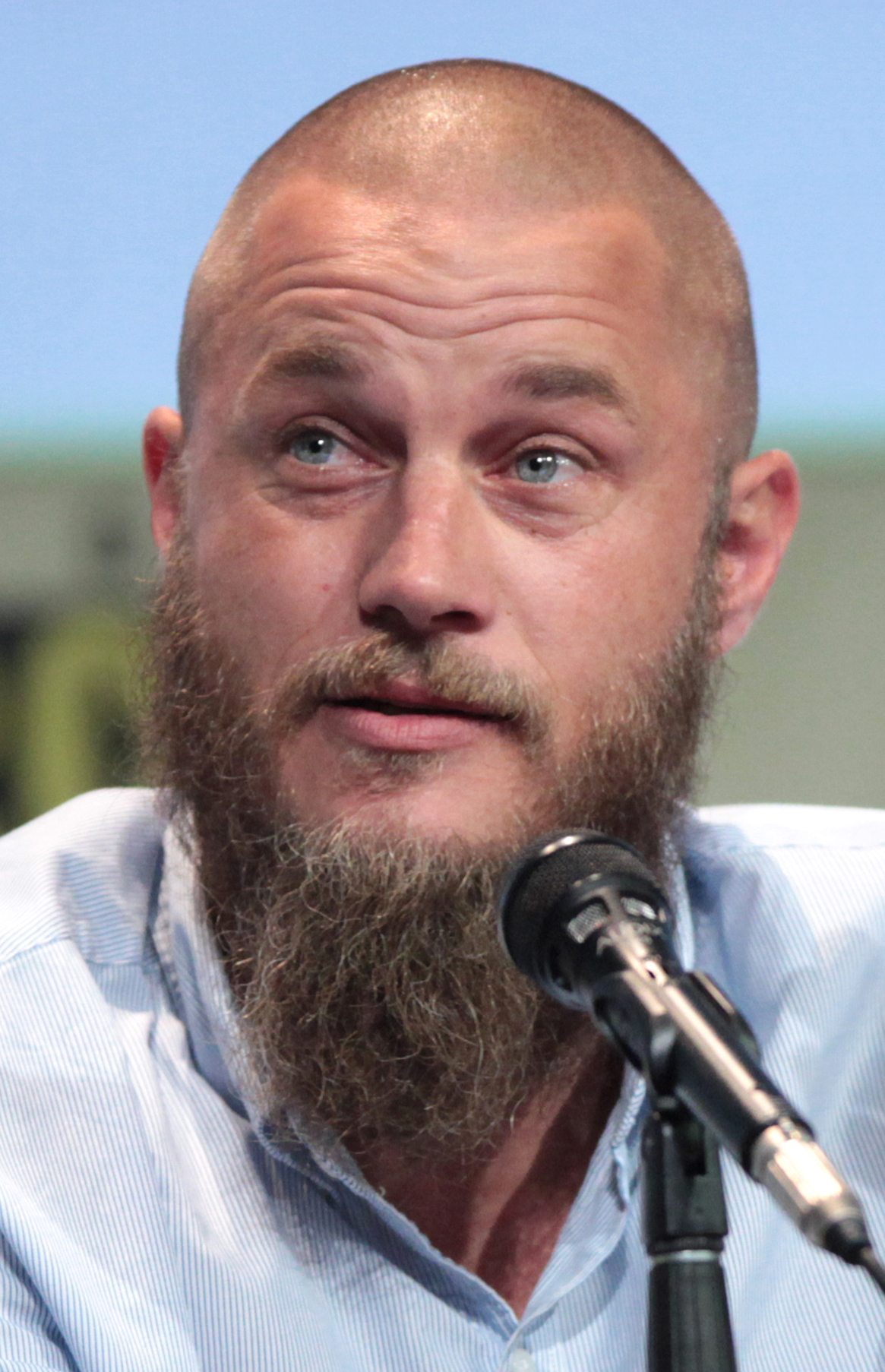
Diễn viên người Úc Travis Fimmel (ảnh năm 2015) đóng một phim truyền hình ngắn về Tarzan

Tarzan do Robert Ridgely và Danton Burroughs lồng tiếng trong loạt phim hoạt hình từ Filmation, có tiêu đề  Tarzan, Lord of the Jungle (1976–1977), cũng như trong các chương trình tuyển tập tiếp theo:
- Batman/Tarzan Adventure Hour (1977–1978);
- Tarzan and the Super 7 (1978–1980);
- The Tarzan/Lone Ranger Adventure Hour (1980–1981); và
- The Tarzan/Lone Ranger/Zorro Adventure Hour (1981–1982).

Joe Lara đã đóng vai chính trong phim truyền hình Tarzan in Manhattan (1989), và sau đó trở lại với một cách hiểu hoàn toàn khác với một loạt phim live-action mới có tựa đề Tarzan: The Epic Adventures (1996), .
Giữa hai tác phẩm với Lara là Tarzán(1991–1994), một loạt phim truyền hình tổng hợp thời lượng 30 phút, trong đó Tarzan được miêu tả là một nhà bảo vệ môi trường tóc vàng còn Jane trở thành một nhà sinh thái học người Pháp.
Loạt phim hoạt hình The Legend of Tarzan (2001–2003) của Disney là spin-off của phim hoạt hình Disney từ 1999.
Loạt phim truyền hình mới nhất là live-action ngắn Tarzan (2003), với sự tham gia của nam người mẫu Travis Fimmel, phim lấy bối cảnh Thành phố New York hiện đại, với Jane là cảnh sát thám tử do Sarah Wayne Callies thủ vai. Bộ phim bị hủy sau tám tập.
Saturday Night Live giới thiệu các bản phác thảo định kỳ với bộ ba khiếm thính được giới thiệu năm 1987–1988 là Quái vật của Tonto, Tarzan và Frankenstein. Trong những bản phác thảo này, Kevin Nealon đóng vai Tarzan.

### Sân khấu
- Năm 1921 Tarzan of The Apes của  Broadway production với sự tham gia của Ronald Adair trong vai Tarzan và Ethel Dwyer trong vai Jane Porter.
- Năm 1976, Richard O'Brien đã viết một nhạc kịch có tựa T. Zee, ít dựa trên Tarzan nhưng được tái tạo lại theo kiểu thành ngữ.
- Tarzan, một nhạc kịch chuyển thể từ phim hoạt hình năm 1999, khai mạc tại Nhà hát Richard Rodgers ở Broadway ngày 10 tháng 5 năm 2006 và đóng cửa ngày 8 tháng 7 năm 2007.
- Chương trình do Disney Theatrical sản xuất, Bob Crowley đạo diễn và thiết kế. Phiên bản tương tự của Tarzan từng được trình chiếu tại Nhà hát Richard Rodgers đang được công chiếu khắp châu Âu và thành công rực rỡ ở Hà Lan.
- Tarzan cũng xuất hiện trong chương trình Tarzan Rocks! tại Theatre in the Wild ở Walt Disney World Resort của Disney's Animal Kingdom. Mặc dù chương trình kết thúc năm 2006, Tarzan, Jane Porter và Terk vẫn là những nhân vật nổi tiếng có thể gặp tại Disney Parks and Resorts, và có thể tìm thấy trongAdventureland cũng như Disney's Animal Kingdom.

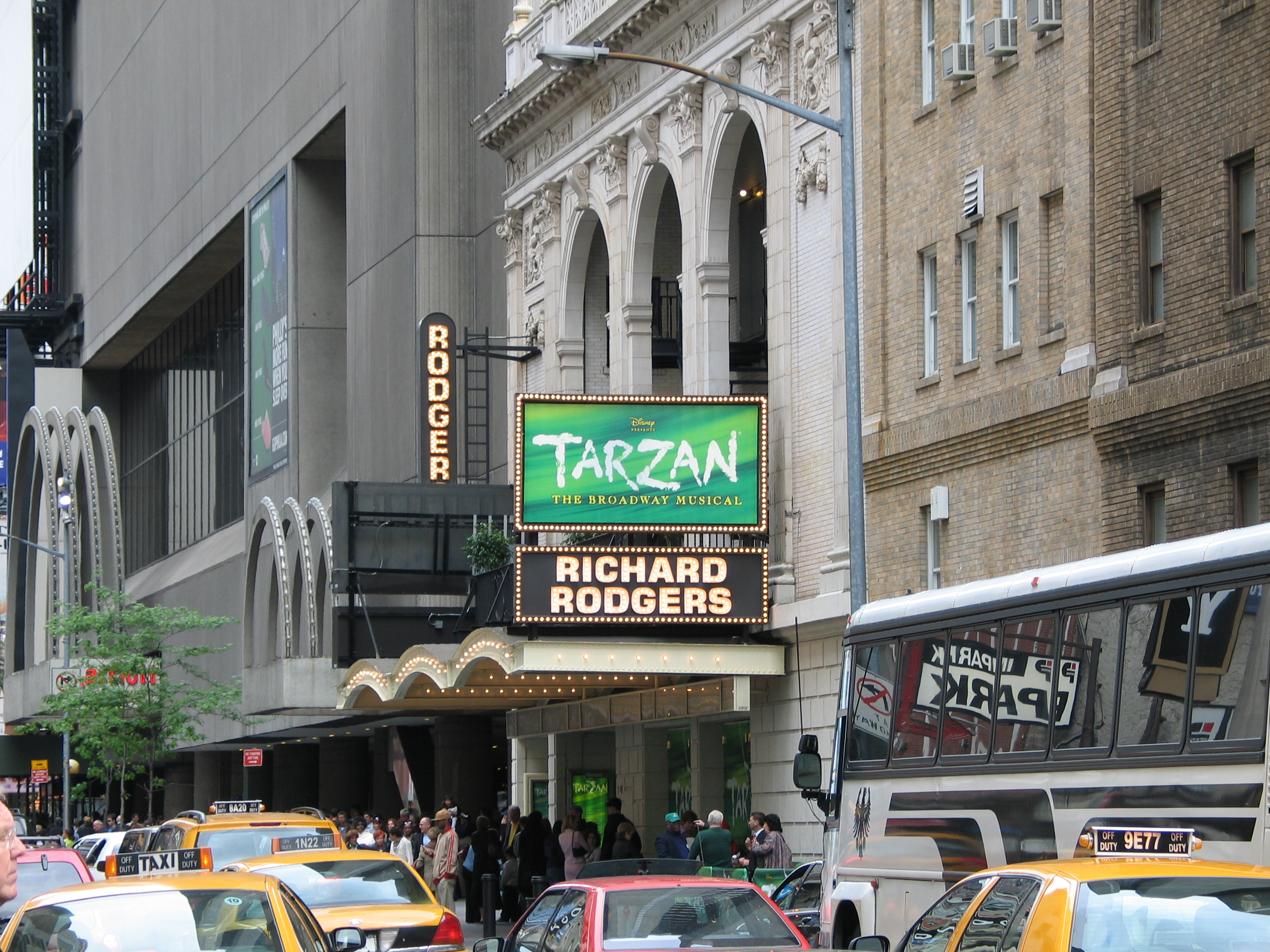
Tarzan, vở nhạc kịch Broadway tại Nhà hát Richard Rodgers

### Trò chơi điện tử
- Một trò chơi với tựa Tarzan Goes Ape không liên quan nhiều đến loạt đã phát hành vào thập niên 1980 cho Commodore 64 và ZX Spectrum.
- Trò chơi máy tính Tarzan của Michael Archer do Martech sản xuất.
- Disney giám sát các trò chơi điện tử về Tarzan phát hành cho PlayStation, Nintendo 64 và Game Boy Color. Tiếp theo là:
  - Disney's Tarzan Untamed cho PlayStation 2 (PS2) và Gamecube
  - Disney's Tarzan: Return to the Jungle cho Game Boy Advance.
- Hóa thân Tarzan của Disney xuất hiện trong trò chơi Kingdom Hearts trên PS2 với Goldwyn đảm nhận vai trò của chính ông trong phim.
- Trong Rayman phần đầu tiên, một phiên bản Tarzanesque của Rayman tên là Tarayzan xuất hiện trong Dream Forest.

### Đồ chơi và sản phẩm ăn theo
Trong suốt thập niên 1970 Mego Corporation đã cấp phép cho nhân vật Tarzan và sản xuất tượng 8 inch mà họ đưa vào dòng nhân vật "Những siêu anh hùng vĩ đại nhất thế giới". Năm 1975, họ cũng sản xuất mọ hình Bendy 3 inch làm bằng nhựa dẻo, dễ uốn cong.
Một số sản phẩm ăn theo chủ đề Tarzan đã được sản xuất, bao gồm cuộn và gói View-Master, nhiều sách tô màu Tarzan, sách dành cho trẻ em, sách theo dấu chấm và sách hoạt động.

### Truyện tranh
Tarzan of the Apes được chuyển thể thành dải truyện tranh trên báo vào đầu năm 1929, với Hal Foster vẽ tranh minh họa của. Ngày 15 tháng 3 năm 1931 Rex Maxon bắt đầu xuất bản một bản truyện tranh đầy trang báo Chủ Nhật. Trong những năm qua, nhiều họa sĩ đã vẽ truyện tranh về Tarzan, nổi bật là Burne Hogarth, Russ Manning và Mike Grell. Nhật báo bắt đầu tái bản sau nhật báo cuối cùng của Manning (#10,308; publ. 29 tháng 7 năm 1972). Tờ báo Chủ nhật cũng k. 2000. Cả hai dải đều tiếp tục tái bản cho đến ngày nay trên một số tờ báo và tạp chí Comics Revue. NBM Publishing đã tái bản loạt tác phẩm chất lượng cao của Foster và Hogarth về Tarzan trong một loạt tái bản bìa cứng và bìa mềm vào thập niên 1990.

## Trình tự thời gian của loạt phim chính Tarzan và Pellucidar
1. Tarzan of the Apes, Chương 1 tới 11 (1912)[a][b]
2. Jungle Tales of Tarzan (1919)[c][d]
  - "Tarzan's First Love" (1916)
  - "The Capture of Tarzan" (1916)
  - "The Fight for the Balu" (1916)
  - "The God of Tarzan" (1916)
  - "Tarzan and the Black Boy" (1917)
  - "The Witch-Doctor Seeks Vengeance" (1917)
  - "The End of Bukawai" (1917)
  - "The Lion" (1917)
  - "The Nightmare" (1917)
  - "The Battle for Teeka" (1917)
  - "A Jungle Joke" (1917)
  - "Tarzan Rescues the Moon" (1917)
3. Tarzan of the Apes, Chương 11 tới 28 (1912)[a][b]
4. The Return of Tarzan (1913)[e][f]
5. The Beasts of Tarzan (1914) (Ebook) (sách nói)
6. At the Earth's Core (1914)
7. The Son of Tarzan, Chương 1 tới 12 (1915) (Ebook) (sách nói)
8. Pellucidar (1915)
9. Tarzan and the Forbidden City (1938) (Ebook Lưu trữ ngày 25 tháng 2 năm 2011 tại Wayback Machine)
10. Tarzan and the Jewels of Opar (1916) (Ebook) (sách nói)
11. The Son of Tarzan Chương 13 tới 27 (1915) (Ebook) (sách nói)
12. "The Eternal Lover" (The Eternal Lover Part 1) All-Story Weekly, March 7, 1914
13. "The Mad King" (The Mad King Part 1) All-Story Weekly March 21, 1914
14. "Sweetheart Primeval" (The Eternal Lover Part 2) All-Story Weekly, Jan.–Feb. 1915
15. "Barney Custer of Beatrice" (The Mad King Part 2) All-Story Weekly, August 1915
16. Tarzan the Untamed (1920) (Ebook)
  - "Tarzan and the Huns" (1919)
  - "Tarzan and the Valley of Luna" (1920)
17. Tarzan the Terrible (1921) (Ebook) (sách nói)
18. Tarzan and the Golden Lion (1922, 1923) (Ebook Lưu trữ ngày 25 tháng 2 năm 2011 tại Wayback Machine)
19. Tarzan and the Ant Men (1924) (Ebook)
20. Tarzan and the Tarzan Twins (1963; dành cho độc giả trẻ)
  - "The Tarzan Twins" (1927) (Ebook Lưu trữ ngày 31 tháng 10 năm 2010 tại Wayback Machine)
  - "Tarzan and the Tarzan Twins and Jad-Bal-Ja the Golden Lion" (1936) (Ebook Lưu trữ ngày 25 tháng 2 năm 2011 tại Wayback Machine)
21. Tarzan, Lord of the Jungle (1927, 1928) (Ebook Lưu trữ ngày 31 tháng 10 năm 2010 tại Wayback Machine)
22. Tarzan and the Lost Empire (1928) (Ebook Lưu trữ ngày 25 tháng 2 năm 2011 tại Wayback Machine)
23. Tanar of Pellucidar (1929)
24. Tarzan at the Earth's Core (1929) (Ebook)
25. Tarzan the Invincible (1930, 1931) (Ebook)
26. Tarzan Triumphant (1931) (Ebook Lưu trữ ngày 25 tháng 2 năm 2011 tại Wayback Machine)
27. Tarzan and the City of Gold (1932) (Ebook Lưu trữ ngày 25 tháng 2 năm 2011 tại Wayback Machine)
28. Tarzan and the Lion Man (1933, 1934) (Ebook Lưu trữ ngày 25 tháng 2 năm 2011 tại Wayback Machine)
29. Tarzan and the Leopard Men (1935) (Ebook)
30. Tarzan's Quest (1935, 1936) (Ebook Lưu trữ ngày 25 tháng 2 năm 2011 tại Wayback Machine)
31. Tarzan the Magnificent (1939) (Ebook)
  - "Tarzan and the Magic Men" (1936)
32. Back to the Stone Age (1937)
33. Tarzan and the Elephant Men" (1937–1938)
34. Tarzan and the Champion" (1940)
35. Tarzan and the Jungle Murders" (1940)
36. Tarzan and the Madman (1964)
37. Tarzan and the Castaways (1941) (Ebook Lưu trữ ngày 16 tháng 1 năm 2011 tại Wayback Machine)
38. Land of Terror (1944)
39. Tarzan and the Foreign Legion (1947) (Ebook Lưu trữ ngày 23 tháng 11 năm 2010 tại Wayback Machine)
40. Savage Pellucidar (1963)
  - "The Return to Pellucidar"
  - "Men of the Bronze Age"
  - "Tiger Girl"
  - "Savage Pellucidar"
41. Tarzan: the Lost Adventure (c. 1940s; chưa hoàn thành - 16 chương, 83 trang; Joe R. Lansdale sửa đổi và hoàn thiện, 1995)

## Tham khảo thư loại

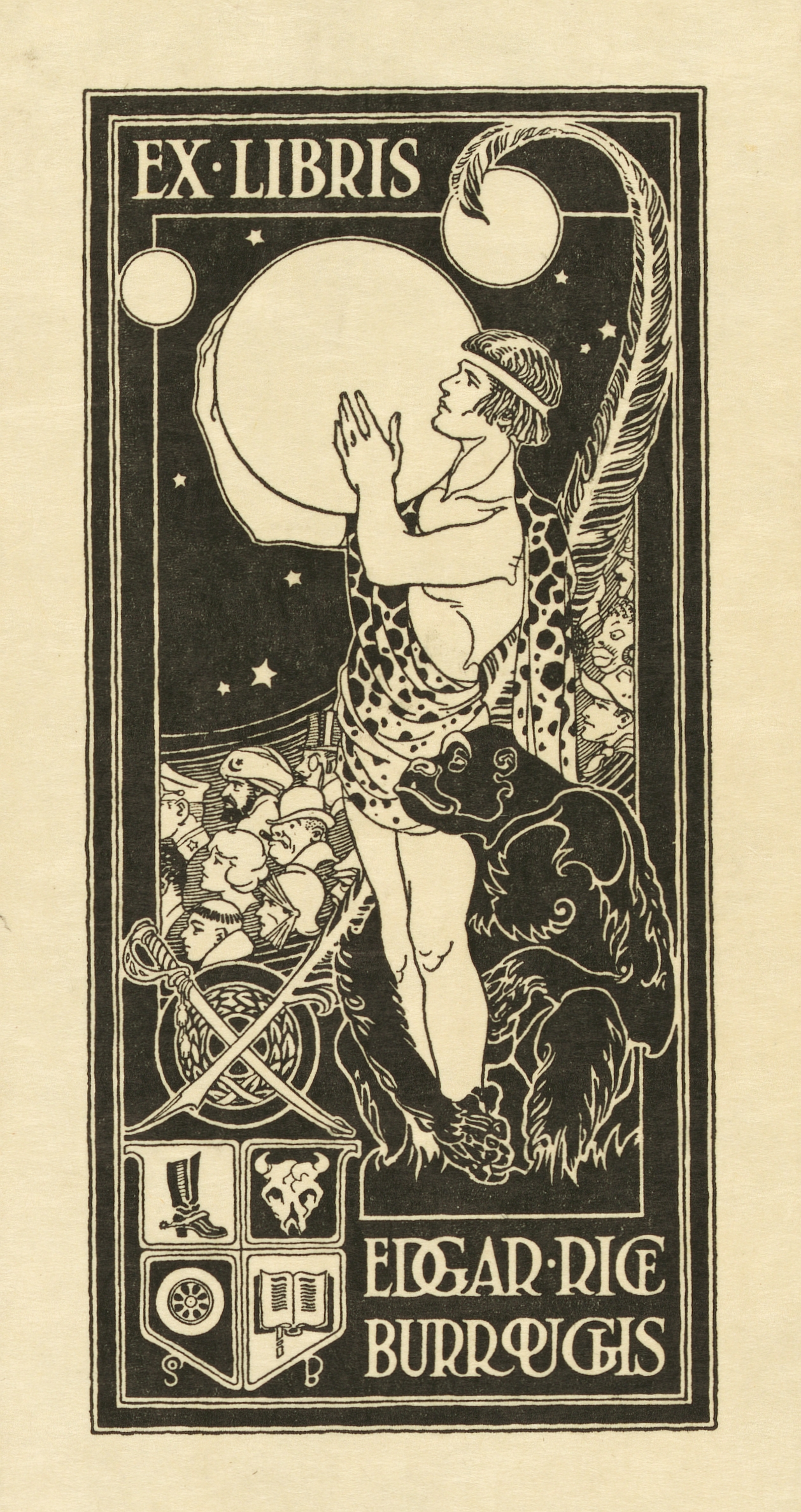
Bìa sách của Edgar Rice Burroughs, cho thấy Tarzan đang ôm lấy Sao Hỏa, xung quanh là các nhân vật khác trong các câu chuyện của Burroughs. Circa 1918, do cháu trai của tác giả là Studley Oldham Burroughs thiết kế